# 博克鲁瓦桑
博克鲁瓦桑（法語：Beaucroissant，法語發音：[bokʁwasɑ̃]）是法国伊泽尔省的一个市镇，位于该省中部，属于格勒诺布尔区。

## 地理
博克鲁瓦桑（45°20'26"N, 5°28'13"E）面积11.22 平方千米，位于法国奥弗涅-罗讷-阿尔卑斯大区伊泽尔省，该省份为法国东南部内陆省份，北起顺时针与安省、萨瓦省、上阿尔卑斯省、德龙省、阿尔代什省、卢瓦尔省和罗讷省。
与博克鲁瓦桑接壤的市镇（或旧市镇、城区）包括：蒂兰、圣保罗迪佐、科隆布、伊佐、勒纳日、里沃。

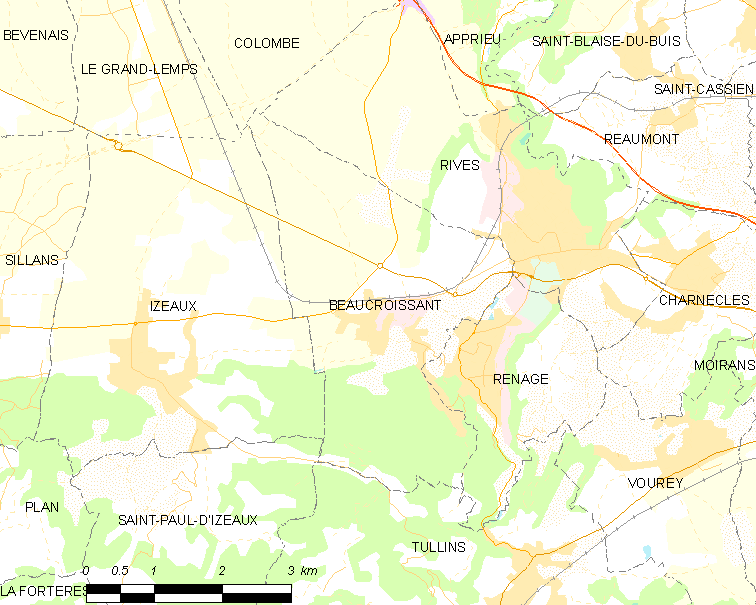
博克鲁瓦桑的OSM定位图

博克鲁瓦桑的时区为UTC+01:00、UTC+02:00（夏令时）。

## 行政
博克鲁瓦桑的邮政编码为38140，INSEE市镇编码为38030。

## 政治
博克鲁瓦桑所属的省级选区为蒂兰县。

## 人口

1962-2008年间博克鲁瓦桑人口变化图示

博克鲁瓦桑于2022年1月1日时的人口数量为1843人。